# Павел Деревянко
Павел Юриевич Деревянко (на руски: Па́вел Ю́рьевич Деревя́нко, роден на 2 юли 1976 г.) е руски театрален и филмов актьор.

## Биография
Павел Деревянко е роден в град Таганрог, Ростовска област, Руска СФСР, Съветски съюз. Родителите му Юрий Павлович и Татяна Василиевна Деревянко са работили през целия си живот във фабрика в Таганрог като механик и стругар в завода „Красни Котелщик“.
Учи в Киев, Украинска ССР. След това Павел се премества в Москва, където постъпва в Руската академия за театрално изкуство и учи там от 1996 г. до 2000 г. Той е забелязан от режисьора Александър Кот като второкурсник в Руския институт за театрално искуство ГИТИС (курс на Леонид Хейфец), когато Павел с други студенти поставя спектакъла „Презапасени варели за опаковане“. Когато Александър Кот започва да снима филма си „Шофират двама шофьори“, той издирва Деревянко. По това време Павел репетира в театралния проект на Олег Меншиков „Кухня“, но не иска да откаже предложението на Александър Кот да участва във филм. Филмът „Двама шофьори шофираха“ е топло приет от публиката, а ролята на Колка Снегирев донася на начинаещия актьор първата му слава.
Тогава младият актьор се появява в следните филми: „Девет живота на Нестор Махно“ (2006), „Антикилер 2“ и телевизионния сериал „Щрафбат“.
Деревянко е известен и с участието си в комедиите Hitler goes Kaput! (2008) и „Ржевски срещу Наполеон“ (2012).
През 2013 г. актьорът е номиниран за наградата „Златен орел“ за най-добър актьор в телевизията за ролята на Михаил Соловьов в телевизионния сериал „Тъмната страна на Луната“.
През пролетта на 2015 г. той участва в музикалния клип на Васил Обломов за песента „Многоходовочка“. През есента на 2015 г. е пуснат клип на групата Uma2rman „Токсини“ с участието на Павел.
Той играе главна роля (Петър III) в телевизионния сериал „Екатерина Велика“ (2015) заедно с Юлия Снигир (Екатерина II).
Във връзка с Руско-украинската война от 2014 година, Деревянко през лятото на 2023 година участва в руски пропагандни мероприятия в окупирания Донбас.

## Личен живот
Неговата съпруга е Дария Мясищева, а през 2010 г. се ражда дъщеря му Варвара. През 2014 г. се ражда втората му дъщеря Александра. В навечерието на 2021 г. Деревянко и Мясищева се разделят.